# مسايرة التجنب

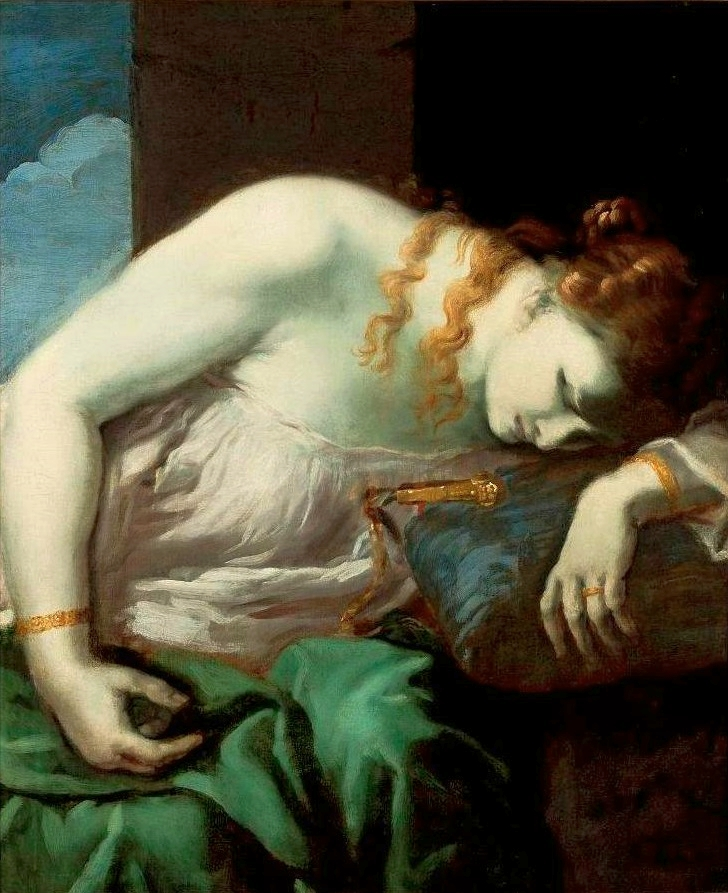

مسايرة التجنب (بالإنجليزية: avoidance coping)‏ في علم النفس هي آلية مسايرة غير صحية تتميز ببذل جهد لتجنب التعامل مع الإجهاد. ويشير مصطلح المسايرة إلى السلوكيات التي تحاول حماية الذات من الضرر النفسي، وتشمل بدائل مسايرة التغير كل من تعديل أو إزالة الظروف التي أدت إلى المشكلة وتغيير تصور المشكلة بطريقة معينة لتحييد المشكلة.
يُعتقد أن أعراض اضطراب الإجهاد اللاحق للصدمة هو المقدم (سابق الحدوث) لمسايرة التجنب، حيث أن مرضى اضطراب إجهاد ما بعد الصدمة يتجنبون الصدمة مستعنين بالتجنب المعرفي أو السلوكي لها.

## الأعراض
الأفراد الذين يعانون من مسايرة التجنب تظهر عليهم أعراض مشابهة لتلك التي تظهر اضطراب الشخصية التجنبية، ويشمل ذلك تجنب العلاقات أو الأنشطة الاجتماعية والخوف من الالتزام بسبب الخوف من الرفض. وهذه السلوكيات الانسحابية تظهر في شكل شخصية مترددة وعديمة الثقة.

## العلاج
يتم استخدام العلاج السلوكي المعرفي والتحليل النفسي لمساعدة أولئك الذين يستخدمون مسايرة التغير علي الاعتراف والفهم والتعبير عن مشاعرهم، كما يستخدم أحيانا العلاج بالقبول والالتزام، وهو العلاج السلوكي الذي يركز على كسر مسايرة التجنب وإظهار أنها طريقة غير صحية للتعامل مع التجارب المؤلمة.